# Samarinești
Samarinești is een Roemeense gemeente in het district Gorj.
Samarinești telt 1873 inwoners.